# Macrostemum tuberosum
Macrostemum tuberosum är en nattsländeart som först beskrevs av Georg Ulmer 1905.  Macrostemum tuberosum ingår i släktet Macrostemum och familjen ryssjenattsländor. Utöver nominatformen finns också underarten M. t. ramosa.